# Perrysville (Ohio)
Perrysville és una població dels Estats Units a l'estat d'Ohio. Segons el cens del 2000 tenia 816 habitants.

## Demografia
Segons el cens del 2000, Perrysville tenia 816 habitants, 329 habitatges, i 231 famílies. La densitat de població era de 403,9 habitants/km².
Dels 329 habitatges en un 37,4% hi vivien nens de menys de 18 anys, en un 50,2% hi vivien parelles casades, en un 11,6% dones solteres, i en un 29,5% no eren unitats familiars. En el 26,4% dels habitatges hi vivien persones soles el 13,4% de les quals corresponia a persones de 65 anys o més que vivien soles. El nombre mitjà de persones vivint en cada habitatge era de 2,48 i el nombre mitjà de persones que vivien en cada família era de 2,97.
Per edats la població es repartia de la següent manera: un 29,4% tenia menys de 18 anys, un 9,8% entre 18 i 24, un 27,8% entre 25 i 44, un 19,7% de 45 a 60 i un 13,2% 65 anys o més.
L'edat mediana era de 33 anys. Per cada 100 dones de 18 o més anys hi havia 91,4 homes.
La renda mediana per habitatge era de 29.408 $ i la renda mediana per família de 35.781 $. Els homes tenien una renda mediana de 27.031 $ mentre que les dones 20.208 $. La renda per capita de la població era de 12.603 $. Aproximadament el 14,9% de les famílies i el 18,3% de la població estaven per davall del llindar de pobresa.

## Poblacions més properes
El següent diagrama mostra les poblacions més properes.